# La Natividad de la Virgen (Altdorfer)
La Natividad de la Virgen es un cuadro del artista del Renacimiento alemán Albrecht Altdorfer, fechado en c. 1520, el cual está actualmente albergado en la Pinacoteca Antigua de Múnich de Alemania.

## Descripción
El trabajo utiliza una composición escénica propia de la Escuela del Danubio de la época. El tema, el nacimiento de María, se muestra relegado en una ubicación secundaria de la parte baja de la pintura. Incluye la cama de santa Ana, las parteras con la hija y a san Joaquín en primer plano entrando en el encuadre, subiendo un escalón; ha ido a buscar provisiones, que trae colgando del bastón al hombro así como un pan bajo el brazo.
La parte predominante del trabajo es el extraordinario fondo de iglesia, donde los ángeles vuelan para formar un gran círculo, resaltando la amplitud espacial: en el medio está un ángel joven con un incensario.
El edificio, simbolizando la típica analogía entre María y la Iglesia (un tema más tarde abolido por la Reforma protestante), está organizado en una forma complicada y original: la girola y la galería de columnas son románicas, las ventanas ojivales son góticas, las bóvedas en forma de concha y los hornacinas son de estilo renacentista. Esta atención a los elementos arquitectónicos fue propio del trabajo de Altdorfer en el periodo que pasó en la corte de Maximiliano I de Habsburgo.